# Al Fursan
Al Fursan (in arabo ﺍﻟﻔﺮﺳﺎﻥ‎?, al-Fursān, ovvero "I cavalieri" (nota in lingua inglese come The Knights) è la pattuglia acrobatica nazionale dell'Al-Quwwāt al-Jawiyya al-Imārātiyya, nata nel 2010 al seguito della decisione della forza aerea degli Emirati Arabi Uniti di creare un gruppo permanente per l'addestramento all'acrobazia aerea collettiva dei suoi piloti.
La livrea della pattuglia acrobatica è nera e oro con le ali dipinte nell'intradosso con i colori della bandiera degli Emirati Arabi Uniti: rosso, verde, bianco e nero.

## Storia

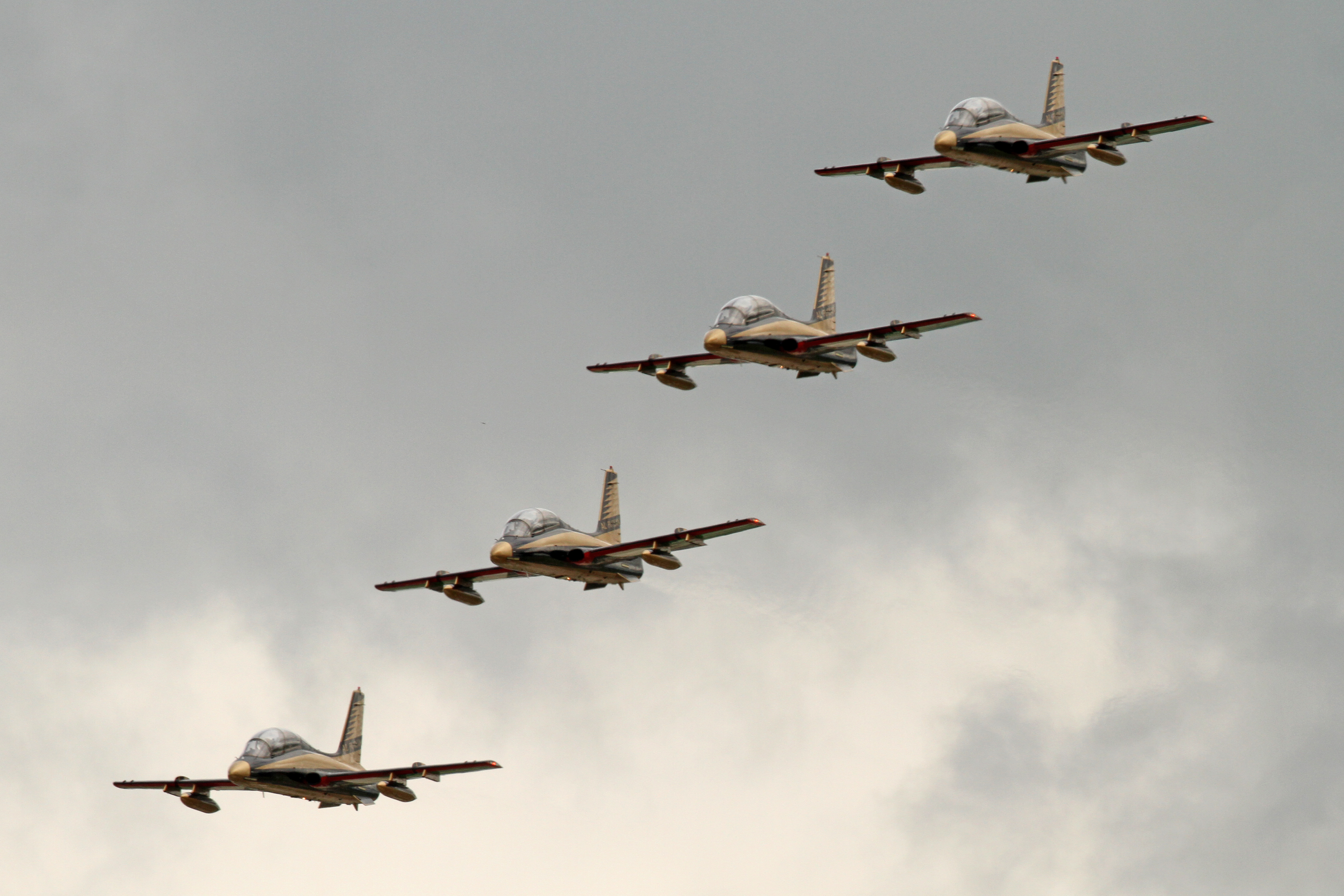
Volo in formazione

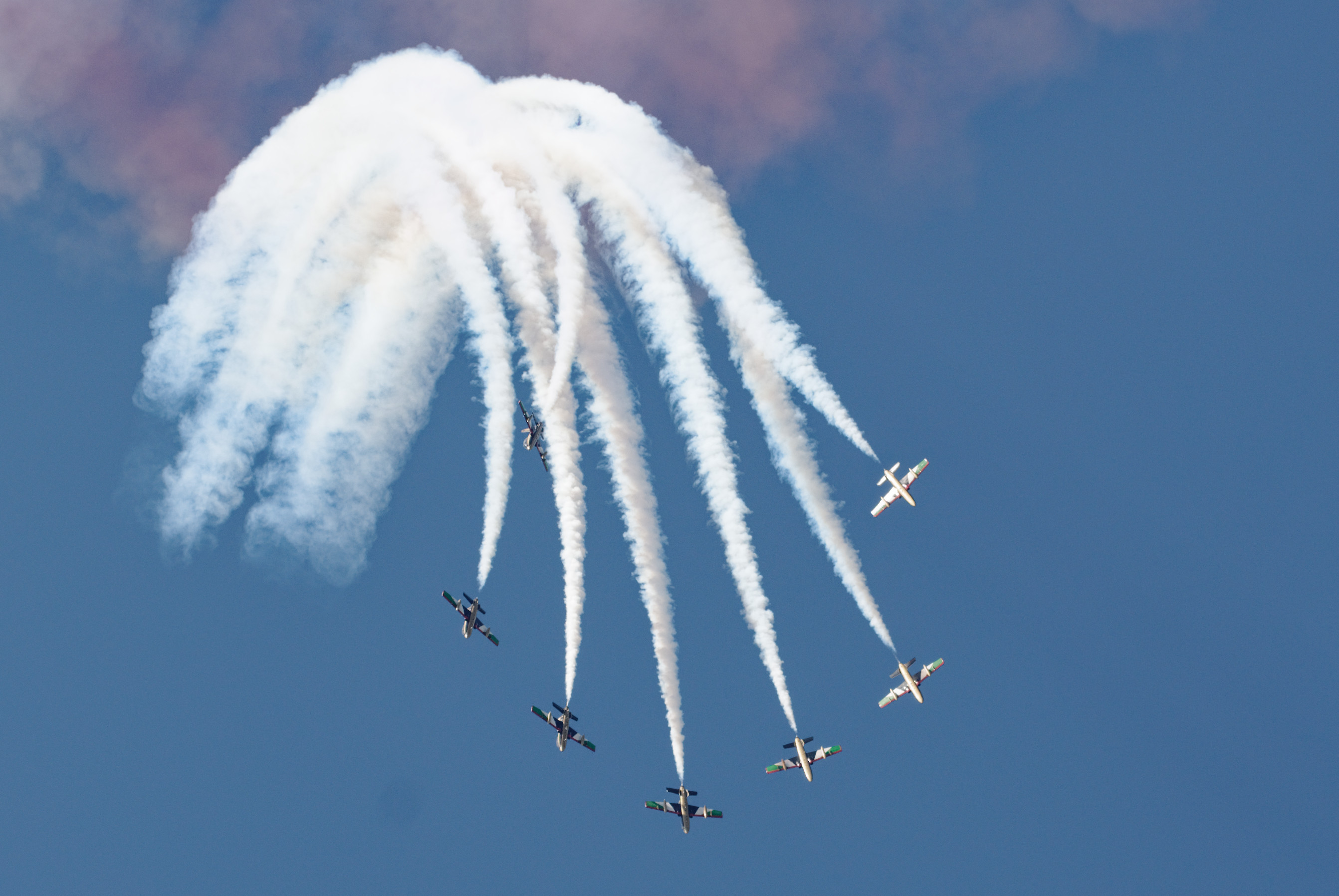
Al Fursan au break.

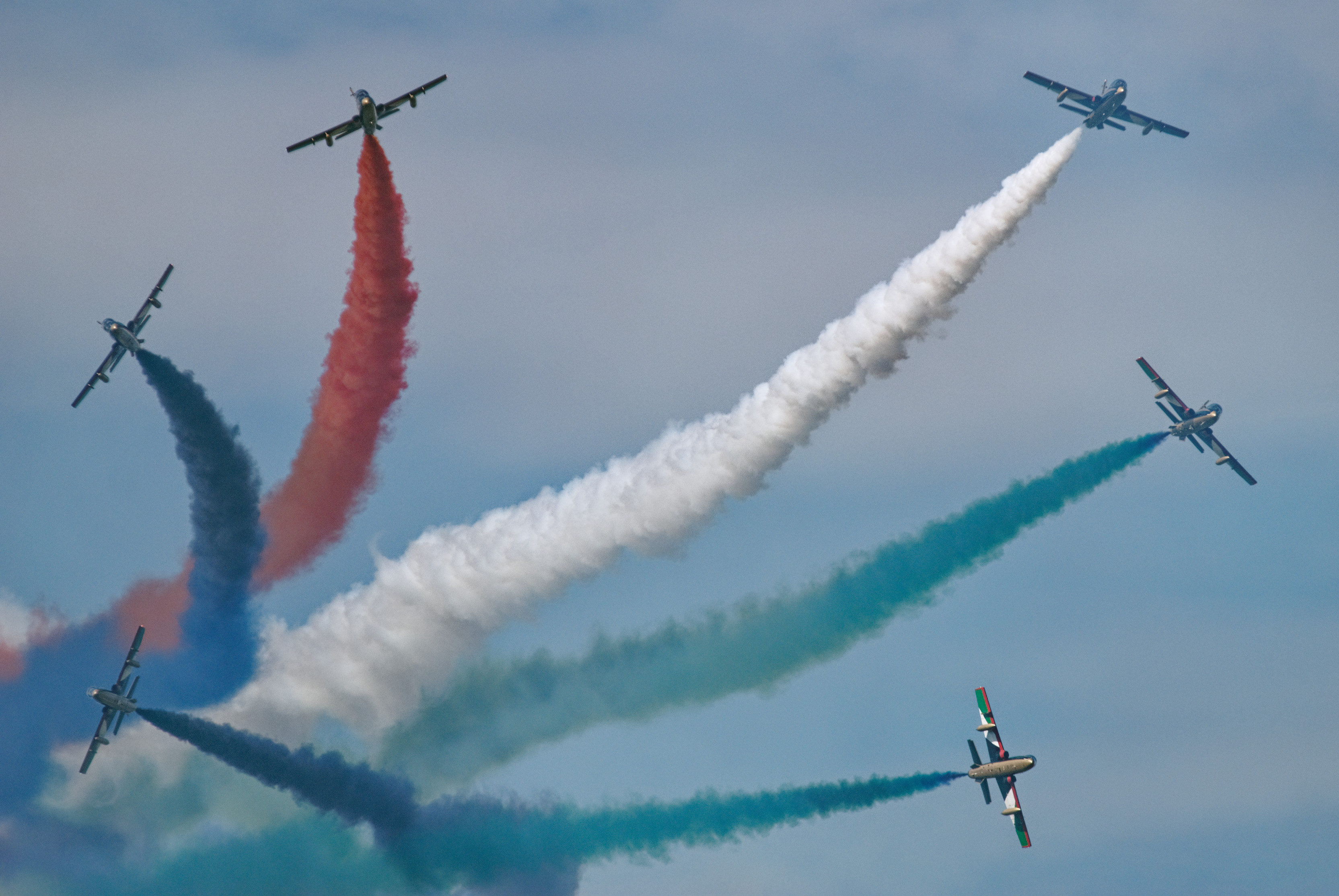
Al Fursan au break final.

La pattuglia acrobatica Al Fursan è stata presentata ufficialmente il 20 gennaio 2010 in occasione della cerimonia di consegna dei brevetti di volo ai neopiloti e dei controllori di volo del Khalifa Bin Zayed Air College di al-'Ayn ad Abu Dhabi. È dotata degli addestratori intermedi italiani Aermacchi MB-339A, velivoli acquisiti in 7 esemplari a metà degli anni ottanta dall'allora aeronautica militare di Dubai e poi entrati a far parte della United Arab Emirates Air Force.
In tale occasione gli Al Fursan, equipaggiati con 4 velivoli, hanno debuttato con un sorvolo con fumogeni rossi. Un quinto velivolo era di riserva a terra. I piloti, prima del loro debutto davanti al pubblico di Abu Dhabi, sono stati addestrati per un anno, ma saranno necessari ancora altri 8 mesi prima che siano in grado di effettuare un programma acrobatico completo ed esibirsi in manifestazioni nazionali e internazionali.
La giovane pattuglia acrobatica emiratina è equipaggiata con 6 MB-339A modificati negli E.A.U. ad uno standard analogo a quello degli MB-339PAN delle Frecce Tricolori a cui si sono aggiunti il 21 dicembre 2010 altri 4 apparecchi appositamente modificati dalla Alenia Aermacchi, provenienti dal 61º Stormo dell'Aeronautica Militare Italiana. I velivoli ex AMI che equipaggiano la pattuglia sono i seguenti:
| N. Progressivo del tipo | N. Progressivo all'interno della variante | N. Costruzione Ditta | Data consegna AMI | MM    |
| ----------------------- | ----------------------------------------- | -------------------- | ----------------- | ----- |
| 00112                   | AA056                                     | 6717                 | feb-84            | 54508 |
| 00150                   | AA075                                     | 6764                 | dic-86            | 54543 |
| 00152                   | AA077                                     | 6766                 | dic-86            | 54545 |
| 00153                   | AA078                                     | 6767                 | dic-86            | 54546 |

Sono in corso trattative per sostituire gli MB-339A con 8 esemplari del nuovo biposto Alenia Aermacchi M-346 Master.